# José Augusto Mendes
José Augusto Mendes (Ilha Terceira, Açores, 12 de Março de 1830 – 12 de Maio de 1878) foi um político português, formado bacharel em Direito em 1859.
Foi administrador do concelho de Angra do Heroísmo de 1861 até 1868. Foi delegado da república portuguesa no arquipélago de Cabo Verde, juiz de direito em Benguela e Luanda na antiga Província ultramarina de Angola, onde fez serviço na relação da província.